# American Hockey League 1967-1968
La stagione 1967-1968 è stata la 32ª edizione della American Hockey League, la più importante lega minore nordamericana di hockey su ghiaccio. Da questa stagione venne assegnato il Louis A. R. Pieri Memorial Award, premio per il miglior allenatore della lega. La stagione vide al via otto formazioni e al termine dei playoff i Rochester Americans conquistarono la loro terza Calder Cup sconfiggendo i Quebec Aces 4-2.

## Modifiche
- Si sciolsero i Pittsburgh Hornets a causa della nascita dei Pittsburgh Penguins, nuova franchigia della National Hockey League.
- I Quebec Aces cambiarono divisione da quella East alla West.
- Gli Springfield Indians cambiarono il proprio nome in Springfield Kings.

## Stagione regolare

### Classifiche
East Division
|  | Pos. | Squadra            | Pt | G  | V  | S  | N  | GF  | GS  | DR  |
|  | ---- | ------------------ | -- | -- | -- | -- | -- | --- | --- | --- |
|  | 1.   | Hershey Bears      | 76 | 72 | 34 | 30 | 8  | 276 | 248 | +28 |
|  | 2.   | Springfield Kings  | 70 | 72 | 31 | 33 | 8  | 247 | 276 | -29 |
|  | 3.   | Providence Reds    | 69 | 72 | 30 | 33 | 9  | 235 | 272 | -37 |
|  | 4.   | Baltimore Clippers | 66 | 72 | 28 | 34 | 10 | 236 | 255 | -19 |

West Division
|  | Pos. | Squadra             | Pt | G  | V  | S  | N  | GF  | GS  | DR  |
|  | ---- | ------------------- | -- | -- | -- | -- | -- | --- | --- | --- |
|  | 1.   | Rochester Americans | 85 | 72 | 38 | 25 | 9  | 273 | 233 | +40 |
|  | 2.   | Quebec Aces         | 77 | 72 | 33 | 28 | 11 | 277 | 240 | +37 |
|  | 3.   | Buffalo Bisons      | 76 | 72 | 32 | 28 | 12 | 239 | 224 | +15 |
|  | 4.   | Cleveland Barons    | 70 | 72 | 28 | 30 | 14 | 236 | 255 | -19 |

Legenda:

      Ammesse ai Playoff
Note:

Due punti a vittoria, un punto a pareggio, zero a sconfitta.

### Statistiche
Classifica marcatori
| Giocatore        | Squadra             | PG | Gol | Assist | Punti |
| ---------------- | ------------------- | -- | --- | ------ | ----- |
| Simon Nolet      | Quebec Aces         | 70 | 44  | 52     | 96    |
| Bob Barlow       | Rochester Americans | 72 | 43  | 52     | 94    |
| André Lacroix    | Quebec Aces         | 54 | 41  | 46     | 87    |
| Jean-Guy Gendron | Quebec Aces         | 72 | 29  | 58     | 87    |
| Mike Nykoluk     | Hershey Bears       | 72 | 19  | 66     | 85    |
| Tom McCarthy     | Baltimore Clippers  | 70 | 34  | 49     | 83    |
| Roger DeJordy    | Hershey Bears       | 71 | 43  | 39     | 82    |
| Jim Paterson     | Cleveland Barons    | 72 | 27  | 54     | 81    |
| Eddie Kachur     | Providence Reds     | 72 | 47  | 29     | 76    |
| Norm Ferguson    | Cleveland Barons    | 72 | 42  | 33     | 75    |
|                  |                     |    |     |        |       |

Classifica portieri
| Giocatore        | Squadra             | PG | MGS  |  |
| ---------------- | ------------------- | -- | ---- |  |
| Gilles Villemure | Buffalo Bisons      | 37 | 2.57 |  |
| Bob Perreault    | Rochester Americans | 57 | 2.88 |  |
| Fern Rivard      | Quebec Aces         | 46 | 3.13 |  |
| André Gill       | Hershey Bears       | 46 | 3.14 |  |
| Al Millar        | Quebec Aces         | 33 | 3.39 |  |
|                  |                     |    |      |  |

## Playoff
|  | Primo turno | Primo turno         | Primo turno         |                     |                 | Semifinali      | Semifinali    | Semifinali |  |  | Calder Cup | Calder Cup | Calder Cup |  |
|  |             |                     |                     |                     |                 |                 |               |            |  |  |            |            |            |  |
|  |             |                     |                     |                     |                 | E1              | Hershey Bears | 1          |  |  |            |            |            |  |
|  |             |                     |                     |                     |                 | E1              | Hershey Bears | 1          |  |  |            |            |            |  |
|  |             |                     | W1                  | Rochester Americans | 4               |                 |               |            |  |  |            |            |            |  |
|  |             |                     |                     | Rochester Americans | 4               |                 |               |            |  |  |            |            |            |  |
|  |             |                     |                     |                     |                 |                 |               |            |  |  |            |            |            |  |
|  |             |                     |                     |                     |                 |                 |               |            |  |  |            |            |            |  |
|  |             | Rochester Americans | Rochester Americans | 4                   |                 |                 |               |            |  |  |            |            |            |  |
|  |             |                     |                     |                     |                 |                 |               |            |  |  |            |            |            |  |
|  |             |                     | Quebec Aces         | Quebec Aces         | 2               |                 |               |            |  |  |            |            |            |  |
|  | E2          | Springfield Kings   | Quebec Aces         | Quebec Aces         | 2               | 1               |               |            |  |  |            |            |            |  |
|  | E2          | Springfield Kings   |                     |                     |                 |                 |               |            |  |  |            |            |            |  |
|  | E3          | Providence Reds     | 3                   |                     |                 |                 |               |            |  |  |            |            |            |  |
|  | E3          | Providence Reds     | 3                   |                     | Providence Reds | Providence Reds | 1             |            |  |  |            |            |            |  |
|  |             |                     |                     |                     | Providence Reds | Providence Reds | 1             |            |  |  |            |            |            |  |
|  |             |                     | Quebec Aces         | Quebec Aces         | 3               |                 |               |            |  |  |            |            |            |  |
|  | W2          | Quebec Aces         | Quebec Aces         | Quebec Aces         | 3               | 3               |               |            |  |  |            |            |            |  |
|  | W2          | Quebec Aces         |                     |                     |                 |                 |               |            |  |  |            |            |            |  |
|  | W3          | Buffalo Bisons      | 2                   |                     |                 |                 |               |            |  |  |            |            |            |  |

## Premi AHL
- Calder Cup: Rochester Americans
- F. G. "Teddy" Oke Trophy: Hershey Bears
- John D. Chick Trophy: Rochester Americans
- Dudley "Red" Garrett Memorial Award: Gerry Desjardins (Cleveland Barons)
- Eddie Shore Award: Bill Needham (Cleveland Barons)
- Harry "Hap" Holmes Memorial Award: Bob Perreault (Rochester Americans)
- John B. Sollenberger Trophy: Simon Nolet (Quebec Aces)
- Les Cunningham Award: Dave Creighton (Providence Reds)
- Louis A. R. Pieri Memorial Award: Vic Stasiuk (Quebec Aces)

### Vincitori
| Rochester Americans | Portieri: Bob Perreault, Carl Wetzel Difensori: Don Cherry, Don Johns, Jim McKenny, Marc Reaume, Darryl Sly Attaccanti: Red Armstrong, Bob Barlow, Bob Cook, Les Duff, Dick Gamble, Murray Hall, George Harris, Bryan Hextall Jr., Bronco Horvath, Len Lunde, Jim Pappin, Ted Taylor Allenatore: Joe Crozier |

### AHL All-Star Team
First All-Star Team
- Attaccanti: Bob Barlow • Mike Nykoluk • Eddie Kachur
- Difensori: Bill Needham • Ron Ingram
- Portiere: Gerry Desjardins

Second All-Star Team
- Attaccanti: Roger DeJordy • Dave Creighton • Simon Nolet
- Difensori: Marc Reaume • Jim Morrison
- Portiere: Bob Perreault